# Pleurospermum longicarpum
Pleurospermum longicarpum là một loài thực vật có hoa trong họ Hoa tán. Loài này được Shan & Z.H. Pan miêu tả khoa học đầu tiên năm 1986.